# Köktöbe
Köktöbe är en ort i Kazakstan.   Den ligger i oblystet Pavlodar, i den nordöstra delen av landet, 400 km öster om huvudstaden Astana. Köktöbe ligger 131 meter över havet och antalet invånare är 3 610.
Terrängen runt Köktöbe är mycket platt.  Trakten runt Köktöbe är nära nog obefolkad, med mindre än två invånare per kvadratkilometer. Det finns inga andra samhällen i närheten. Trakten runt Köktöbe består i huvudsak av gräsmarker.